# Chemung County
Chemung County je okres ve státě New York ve Spojených státech amerických. K roku 2010 zde žilo 88 830 obyvatel. Správním městem okresu je Elmira. Celková rozloha okresu činí 1 064 km².